# Línea 583 (Quilmes)
La línea 583 de colectivos es una línea de transporte automotor que opera servicio en el partido de Quilmes. Su cabecera se encuentra en la calle Pres. Roca 1155, en la localidad de Don Bosco.

## Ramales

### Estación Quilmes - Villa Nueva Argentina
Desde Estación Quilmes - Gran Canaria - C. Pellegrini - A. Baranda - Triunvirato - M. T. de Alvear  - Av oscar smith - Larrea - Calle 401 bis - Hasta - M. T. de alvear

### Estación Quilmes - Cno. Gral. Belgrano
Desde Estación Quilmes - Gran Canaria - C. Pellegrini  - A. Baranda - Ayolas - Av. La Plata - A. Einstein - Av oscar smith  - J. V. González - Gutiérrez - E. del Campo - Andrade - M. de Unamuno - N. de Laprida - hasta Cno. Gral. Belgrano.

## Recorrido
A continuación se muestra un esquema general de las calles y lugares por donde transita esta línea de colectivo.
- Referencias: Recorrido Troncal Ramal Villa Nueva Argentina Ramal Camino Gral. Belgrano

|  |  | BAHN | KDSTa |  |  |

|  |  |  | HST |

|  |  |  | HST |

|  |  |  | HST |

|  |  |  | DST |

|  |  | uSTR+l | ABZgr orange |  |  |

|  |  | uHST | STRl orange | STR+r orange |  |

|  |  | uSTR |  | BHF orange |  |

|  |  | uHST |  | HST orange |  |

|  |  | uHST | KBHFaq orange | ABZgr orange |  |

|  |  | uBHF |  | KDSTe orange |  |

|  | uKDSTaq | uTEEeq |  |  |  |

|  |  | uHST |

|  |  | uBHF |

|  |  | uHST |

|  |  | uHST |

|  |  | uHST |

|  |  | uHST |

|  |  | uHST |

|  |  | uHST |

|  |  | uSTR |

|  |  | uKDSTe |